# Ascension (Misia)
Ascension és el setè àlbum d'estudi de la cantant japonesa Misia, que es va editar el 7 de febrer de 2007. Va ser el seu primer àlbum en més de dos anys i l'última en ser editat sota el segell discogràfic subsidiari dAvex, Rhythmedia tribu. L'àlbum va ser posteriorment reeditat per BMG Japan.
L'àlbum va aconseguir la certificació dor de la RIAJ al vendre'n més de 100.000 còpies.

## Llista de cançons
| Núm. | Títol | Lletra                        | Música                         | Durada |
| ---- | --- | ----------------------------- | ------------------------------ | ------ |
| 1.   | «Color of Life» | Misia                         | Misia, Joi                     | 4:42   |
| 2.   | «Future Funk» | Misia, Tiger                  | Sakoshin                       | 4:02   |
| 3.   | «Remember Lady» | Misia                         | Jun Sasaki                     | 4:52   |
| 4.   | «TYO» | Misia                         | Misia, Sakoshin                | 3:45   |
| 5.   | «Taiyō ga Kureta Present» (太陽がくれたプレゼント Taiyō ga Kureta Purezento, "Present from the Sun")               | Misia                         | Misia, Mits Ishibashi          | 4:07   |
| 6.   | «Stay in My Heart»                                                                                                 | Misia                         | Sinkiroh                       | 6:52   |
| 7.   | «Tsuki» (月 , "Moon")                                                                                              | Kazufumi Miyazawa             | Sinkiroh                       | 5:05   |
| 8.   | «Shinin' (Nijiiro no Rhythm)» (SHININ' ～虹色のリズム～ SHININ' ~Nijiiro no Rizumu~, "Shinin' (A Rainbow Rhythm)") | Misia                         | Joi                            | 5:11   |
| 9.   | «Suna no Shiro» (砂の城 , "Sand Castle")                                                                           | Hiroshi Takano                | Sinkiroh                       | 4:47   |
| 10.  | «Angel» | Misia, Shusui, Anders Dannvik | Shusui, Dannvik                | 4:32   |
| 11.  | «Luv Parade» | Misia                         | Andreas Grill, Nick Malmestrom | 4:09   |
| 12.  | «We Are the Music»                                                                                                 | Misia                         | Toshiaki Matsumoto             | 5:37   |
| 13.  | «Song for You» | Misia                         | Katsunori Hoshi                | 5:54   |
| 14.  | «Hoshi no Ginka» (星の銀貨 , "Silver Star Coin")                                                                   | Misia                         | Sasaki                         | 5:00   |

| 15. | «Sea of Dreams» | Misia | John Kavanaugh | 4:40 |

| 15. | «Rio» | Joi | Joi | 5:23 |

## Llistes

### LlistaOriconde vendes
| Llançament    | Llista                          | Posició | Vendes debut | Vendes totals | Duració     |
| ------------- | ------------------------------- | ------- | ------------ | ------------- | ----------- |
| 7 febrer 2007 | Llista Oricon diària d'àlbums   | 2       |              | 127.768       | 10 setmanes |
| 7 febrer 2007 | Llista Oricon setmanal d'àlbums | 2       | 73,054       | 127.768       | 10 setmanes |
| 7 febrer 2007 | Llista Oricon mensual d'àlbums  | 7       |              | 127.768       | 10 setmanes |
| 7 febrer 2007 | Llista Oricon anual d'àlbums    | 91      |              | 127.768       | 10 setmanes |

### Llista de vendes físiques
| Llista                                 | Posició |
| -------------------------------------- | ------- |
| Lista Oricon diària d'àlbums           | 2       |
| Llista Oricon setmanal d'àlbums        | 2       |
| Llista Oricon mensual d'àlbums         | 7       |
| Llista Oricon anual d'àlbums           | 91      |
| Llista G-Music J-pop (Taiwan)          | 10      |
| Llista Five Music J-pop/K-pop (Taiwan) | 9       |
| Llista Soundscan d'àlbums              | 2       |

## Historial de llançaments
| Edicions regulars i primera de premsa | Edicions regulars i primera de premsa | Edicions regulars i primera de premsa | Edicions regulars i primera de premsa |
| País                                  | Data                                  | Segell                                | Catàleg                               |
| ------------------------------------- | ------------------------------------- | ------------------------------------- | ------------------------------------- |
| Japó                                  | 7 febrer 2007                         | Rhythmedia Tribe                      | RXCD-21084                            |
| Taiwan                                | 9 març 2007                           | Avex Taiwan                           |                                       |
| Corea                                 | 27 abril 2007                         | S.M. Entertainment                    |                                       |

| Re-edicions | Re-edicions      | Re-edicions       | Re-edicions |
| País        | Data             | Segell            | Catàleg     |
| ----------- | ---------------- | ----------------- | ----------- |
| Japó        | 17 desembre 2008 | BMG Japan         | BVCS-21044  |
| Taiwan      | 9 gener 2009     | Sony Music Taiwan |             |